# Piotr Świerc
Piotr Świerc (ur. 24 kwietnia 1909 w Dobrzeniu Wielkim, zm. 8 sierpnia 1991 w Gogolinie) – polski muzykolog, działacz muzyczny, badacz polskich pieśni ludowych na Śląsku.

## Życiorys
Uczęszczał do niemieckiej szkoły powszechnej, a po III powstaniu śląskim przeniósł się z rodziną do Sadowa. Gimnazjum ukończył w Tarnowskich Górach. 1 września 1928 został nauczycielem lokalnej szkoły w Kochanowicach, a następnie też w Kaletach i Koszęcinie, gdzie był również organistą i zakładał zespoły śpiewacze w okolicy. W wyniku wypadku motocyklowego utracił sprawność w jednym z palców u ręki, co zniweczyło planowaną przezeń karierę pianisty, w związku z czym podjął studia muzykologiczne w katowickim Konserwatorium Muzycznym.
Po napaści Niemiec na Polskę w 1939 walczył w kampanii wrześniowej (Wielkopolska), a po wycofaniu się trafił do niewoli pod Biłgorajem, z której zbiegł. Był przez cały okres okupacji ścigany przez Niemców i ukrywał się w Dobrzeniu Wielkim, Chróścinie i Wójtowej Wsi pod fałszywym nazwiskiem Aleksander Sadowski. Pracował potem w Krakowie, w administracji, biegle władając językiem niemieckim. Z czasem przeniósł się do kamieniołomów w Kluszkowcach. Niezależnie od pracy studiował muzykologię na Uniwersytecie Jagiellońskim u prof. Zdzisława Jachimeckiego (magisterium w 1945), a nielegalnie także filologię.
W 1945 roku dostał nakaz pracy do Krapkowic, ze względu na dobra znajomość języka niemieckiego. Założył krapkowicką szkołę podstawową (potem nr 1) i zawodową. Był dyrektorem tych placówek. Prowadził kursy repolonizacyjne dla autochtonów. W 1953 powołano go na stanowisko zastępcy kierownika Wydziału Kultury Wojewódzkiej Rady Narodowej w Opolu. Był też wizytatorem szkół artystycznych i pracownikiem Polskiego Związku Chórów i Orkiestr (z czasem także honorowym członkiem zarządu tej organizacji). Zakładał chóry i szkoły muzyczne na Opolszczyźnie, w tym prudnicką oraz Liceum Sztuk Plastycznych w Opolu. Był współzałożycielem Filharmonii Opolskiej i Państwowej Szkoły Muzycznej II stopnia w Opolu. Pisał biografie śląskich artystów, działaczy patriotycznych i księży, m.in. na potrzeby Śląskiego Słownika Biograficznego. Nagrywał audycje radiowe i telewizyjne, opracował kilkaset śląskich pieśni na chóry czterogłosowe oraz sam komponował.
Doktoryzował się w 1972 na Wyższej Szkole Pedagogicznej w Opolu na podstawie badań nad polską pieśnią ludową na Śląsku. W tym czasie wydał reprint i opatrzył wstępem Pieśni ludu polskiego na Górnym Śląsku autorstwa Juliusza Rogera. Działał w Opolskim Towarzystwie Kulturalno-Oświatowym i Instytucie Śląskim. Współtworzył Opolskie Święto Pieśni Ludowej w Gogolinie. Po przejściu na emeryturę (1971) nadal komponował, a także wykładał w Studium Kulturalno-Oświatowym i Bibliotekarskim w Opolu oraz Państwowej Szkole Muzycznej I stopnia w Krapkowicach. 
Pochowany został na cmentarzu parafialnym w Gogolinie. 

## Upamiętnienie
Pozostaje patronem Państwowej Szkoły Muzycznej I stopnia w Krapkowicach.

## Rodzina
Jego żoną była Jadwiga Rogowska, nauczycielka z Krapkowic. 

## Odznaczenia
Otrzymał m.in. następujące odznaczenia:
- Złoty Krzyż Zasługi,
- Medal KEN,
- Krzyż Kawalerski Orderu Odrodzenia Polski,
- Krzyż Komandorski Orderu Odrodzenia Polski,
- odznakę Zasłużony Działacz Kultury,
- odznakę Zasłużonemu dla Trybuny Opolskiej,
- odznakę Zasłużony dla Ziemi Krapkowickiej,
- odznakę Zasłużonemu Opolszczyźnie,
- Odznakę Honorową Śpiewaczą z laurem,
- Medal Rodła,
- Nagrodę Karola Miarki,
- Nagrodę Aleksandra Skowrońskiego,
- Nagrodę Oskara Kolberga (1989[2]),
- Nagrodę Polskiego Radia[1].